# Pityromeria concolor
Pityromeria concolor är en kantbräkenväxtart som först beskrevs av Bak., och fick sitt nu gällande namn av L. D. Gómez. Pityromeria concolor ingår i släktet Pityromeria och familjen Pteridaceae. Inga underarter finns listade.